# 1855.
◄ | 18. stoljeće | 19. stoljeće | 20. stoljeće | ►
◄ | 1820-ih | 1830-ih | 1840-ih | 1850-ih | 1860-ih | 1870-ih | 1880-ih | ►
◄◄ | ◄ | 1852. | 1853. | 1854. | 1855. | 1856. | 1857. | 1858. | ► | ►►
Arhitektura • Astronomija • Biologija • Fotografija • Glazba • Kazalište • Kemija • Kiparstvo • Knjige • Književnost • Kršćanstvo • Meteorologija • Medicina • Politika • Pravo • Promet • Slikarstvo • Šport • Znanost • Željeznički promet

## Rođenja
- 7. veljače – Augustin Čengić, hrvatski pisac († 1911.)
- 18. lipnja – Peter Kolar, slovenski pisac i svećenik († 1908.)
- 4. srpnja – Vlaho Bukovac, hrvatski slikar († 1922.)
- 10. srpnja – Alojz Malec, pisac moravskih Hrvata († 1922.)
- 5. prosinca – Ambroz Haračić, hrvatski florist († 1916.)
- 25.prosinac – Anica Jelačić, Kći bana Jelačića

## Smrti
- 25. veljače – Maria Adeodata Pisani, malteška bl. redovnica (* 1806.)
- 11. studenog – Søren Kierkegaard, danski filozof, teolog i književnik (* 1813.)
- 19. studenog – Brno Kabužić, plemić Dubrovačke Republike i austrijski general (* 1785.)
- 26. studenog – Adam Mickiewicz, poljski pjesnik (* 1798.)

## Vanjske poveznice
|  | Zajednički poslužitelj ima još gradiva o temi 1855. |